# New York Jets 1982
La stagione 1982 dei New York Jets è stata la 13ª della franchigia nella National Football League, la 23ª complessiva.  La squadra veniva dal record di 10–5–1 del 1981 sotto la direzione del capo-allenatore Walt Michaels. La stagione fu segnata da uno sciopero di otto settimane dei giocatori, portando alla cancellazione di sette partite. Per tale motivo non vi furono classifiche di division e si qualificarono per i playoff le otto migliori squadre di ogni conference. I Jets chiusero al sesto posto con un bilancio di 6–3. Nei primi due turni di playoff batterono i Cincinnati Bengals e i Los Angeles Raiders. Lì furono sconfitti a un passo dal Super Bowl dai Miami Dolphins per 14–0.

## Scelte nel Draft 1982
| Scelte dei Jets nel Draft 1982 | Scelte dei Jets nel Draft 1982 | Scelte dei Jets nel Draft 1982 | Scelte dei Jets nel Draft 1982 | Scelte dei Jets nel Draft 1982 |
| Giro                           | Scelta                         | Giocatore                      | Ruolo                          | College                        |
| ------------------------------ | ------------------------------ | ------------------------------ | ------------------------------ | ------------------------------ |
| 1                              | 23                             | Bob Crable                     | LB                             | Notre Dame                     |
| 2                              | 51                             | Reggie McElroy                 | T                              | West Texas A&M                 |
| 3                              | 79                             | Dwayne Crutchfield             | RB                             | Iowa St.                       |
| 4                              | 107                            | George Floyd                   | DB                             | East. Kentucky                 |
| 5                              | 135                            | Mark Jerue                     | LB                             | Washington                     |
| 6                              | 163                            | Lonell Phea                    | WR                             | Houston                        |
| 7                              | 191                            | Tom Coombs                     | TE                             | Idaho                          |
| 8                              | 219                            | Lawrence Texada                | RB                             | Henderson St.                  |
| 9                              | 247                            | Rocky Klever                   | TE                             | Montana                        |
| 10                             | 275                            | Darryl Hemphill                | DB                             | West Texas A&M                 |
| 11                             | 302                            | Perry Parmelee                 | WR                             | Santa Clara                    |
| 12                             | 330                            | Tom Carlstrom                  | G                              | Nebraska                       |

## Roster
| Roster dei New York Jets nel 1982 |
| --- |
| Quarterback - 10 Pat Ryan - 14 Richard Todd Running Back - 35 Mike Augustyniak FB - 31 Marion Barber Jr. - 45 Dwayne Crutchfield FB - 25 Scott Dierking - 42 Bruce Harper - 24 Freeman McNeil - 44 Tom Newton Wide Receiver - 81 Derrick Gaffney - 86 Bobby Jones - 80 Lam Jones - 87 Kurt Sohn - 85 Wesley Walker Tight End - 83 Jerome Barkum - 88 Tom Coombs - 82 Mickey Shuler Offensive Linemen - 60 Dan Alexander G - 64 Guy Bingham C - 65 Joe Fields C - 62 Joe Pellegrini C - 79 Marvin Powell T - 61 John Roman G - 70 Stan Waldemore G - 71 Jim Luscinski T - 72 Chris Ward T Defensive Linemen - 78 Barry Bennett DE - 99 Mark Gastineau DE - 73 Joe Klecko DT - 93 Marty Lyons DE - 77 Kenny Neil DE - 76 Ben Rudolph DT - 74 Abdul Salaam DT Linebacker - 54 Stan Blinka - 51 Greg Buttle - 50 Bob Crable - 55 Ron Crosby - 56 Lance Mehl - 57 John Woodring Defensive Back - 45 Jerry Holmes CB - 40 Bobby Jackson CB - 29 Johnny Lynn CB - 28 Darrol Ray FS - 48 Ken Schroy - 21 Kirk Springs SS Special Team - 5 Pat Leahy K - 15 Chuck Ramsey P |
| Legenda - I rookie sono in corsivo. - Il primo ruolo è il principale mentre gli eventuali successivi indicano i ruoli secondari. - (IR) sta per Injured Reserve ed indica la lista ristretta per un solo giocatore infortunato che può tornare ad allenarsi dopo la settimana 6 e a rientrare in prima squadra dopo che questa ha giocato 8 partite. - (NF-Inj.) / (NF-Ill.) stanno rispettivamente per Non-Football Injured e Non-Football Illness ed indicano le liste dove viene inserito un giocatore che ha un infortunio o una malattia non dipendente dal football americano. - (PUP) sta per Physically Unable to Perform ed indica la lista dove viene inserito un giocatore mentre è in attesa di recuperare la condizione fisica. Nella stagione regolare dopo la sesta partita giocata dalla propria squadra, il giocatore ha tempo tre settimane per riprendere ad allenarsi, più tre settimane aggiuntive dal suo rientro agli allenamenti per rientrare in prima squadra.                                                                          |

## Calendario
| Stagione regolare | Stagione regolare       | Stagione regolare | Stagione regolare            |
| Turno             | Avversario              | Risultato         | Stadio                       |
| ----------------- | ----------------------- | ----------------- | ---------------------------- |
| 1                 | Miami Dolphins          | S 45–28           | Shea Stadium                 |
| 2                 | at New England Patriots | V 31–7            | Schaefer Stadium             |
|                   | at Baltimore Colts      |                   | Memorial Stadium             |
|                   | Houston Oilers          |                   | Shea Stadium                 |
|                   | Denver Broncos          |                   | Shea Stadium                 |
|                   | Buffalo Bills           |                   | Shea Stadium                 |
|                   | at Kansas City Chiefs   |                   | Arrowhead Stadium            |
|                   | New England Patriots    |                   | Shea Stadium                 |
|                   | at Buffalo Bills        |                   | Rich Stadium                 |
|                   | at Pittsburgh Steelers  |                   | Three Rivers Stadium         |
| 3                 | Baltimore Colts         | V 37–0            | Shea Stadium                 |
| 4                 | Green Bay Packers       | V 15–13           | Shea Stadium                 |
| 5                 | at Detroit Lions        | V 28–13           | Pontiac Silverdome           |
| 6                 | Tampa Bay Buccaneers    | V 32–17           | Shea Stadium                 |
| 7                 | at Miami Dolphins       | S 20–19           | Miami Orange Bowl            |
| 8                 | at Minnesota Vikings    | V 42–14           | Hubert H. Humphrey Metrodome |
| 9                 | at Kansas City Chiefs   | S 37–13           | Arrowhead Stadium            |

### Playoff
| Playoff    | Playoff         | Playoff                | Playoff   | Playoff                       |
| Turno      | Data            | Avversario             | Risultato | Stadio                        |
| ---------- | --------------- | ---------------------- | --------- | ----------------------------- |
| Wildcard   | 9 gennaio 1983  | at Cincinnati Bengals  | V 44–17   | Riverfront Stadium            |
| Divisional | 15 gennaio 1983 | at Los Angeles Raiders | V 17–14   | Los Angeles Memorial Coliseum |
| AFC        | 23 gennaio 1983 | at Miami Dolphins      | S 14–0    | Miami Orange Bowl             |

## Classifiche
| AFC East                | AFC East | AFC East | AFC East | AFC East | AFC East | AFC East | AFC East | AFC East | AFC East |
|                         | V        | S        | P        | %        | DIV      | CONF     | PF       | PS       | Str.     |
| ----------------------- | -------- | -------- | -------- | -------- | -------- | -------- | -------- | -------- | -------- |
| Miami Dolphins(2)       | 7        | 2        | 0        | .778     | 6–1      | 6–1      | 198      | 131      | V3       |
| New York Jets(6)        | 6        | 3        | 0        | .667     | 2–2      | 2–3      | 245      | 166      | S1       |
| New England Patriots(7) | 5        | 4        | 0        | .556     | 3–1      | 5–3      | 143      | 157      | V1       |
| Buffalo Bills           | 4        | 5        | 0        | .444     | 1–3      | 3–3      | 150      | 154      | S3       |
| Baltimore Colts         | 0        | 8        | 1        | .056     | 0–5–0    | 0–7–0    | 113      | 236      | S2       |

| Los Angeles Raiders(1)  | 8 | 1 | 0 | .889 | 260 | 200 | V5 |
| Miami Dolphins(2)       | 7 | 2 | 0 | .778 | 198 | 131 | V3 |
| Cincinnati Bengals(3)   | 7 | 2 | 0 | .778 | 232 | 177 | V2 |
| Pittsburgh Steelers(4)  | 6 | 3 | 0 | .667 | 204 | 146 | V2 |
| San Diego Chargers(5)   | 6 | 3 | 0 | .667 | 288 | 221 | S1 |
| New York Jets(6)        | 6 | 3 | 0 | .667 | 245 | 166 | S1 |
| New England Patriots(7) | 5 | 4 | 0 | .556 | 143 | 157 | V1 |
| Cleveland Browns(8)     | 4 | 5 | 0 | .444 | 140 | 182 | S1 |
| Buffalo Bills           | 4 | 5 | 0 | .444 | 150 | 154 | S3 |
| Seattle Seahawks        | 4 | 5 | 0 | .444 | 127 | 147 | V1 |
| Kansas City Chiefs      | 3 | 6 | 0 | .333 | 176 | 184 | V1 |
| Denver Broncos          | 2 | 7 | 0 | .222 | 148 | 226 | S3 |
| Houston Oilers          | 1 | 8 | 0 | .111 | 136 | 245 | S7 |
| Baltimore Colts         | 0 | 8 | 1 | .056 | 113 | 236 | S2 |